# 林赛·沃恩
林賽·馮恩（英語：Lindsey Vonn，1984年10月18日—），美国高山滑雪运动员，2010年温哥华冬奥会女子高山速降冠军，也是获得该项目奥运金牌的首个美国人。她生于美国明尼苏达州，16岁入选国家队，2004年12月获世界杯分站赛冠军。到现在共获得81次世界杯冠军，2块世界冠军赛金牌，是美国历史上最成功的女子滑雪运动员之一。沃恩與老虎活士曾一度交往。